# جانی پاتریک
پاتریک جانی (زاده ۲۹ ژوئیه ۱۹۹۷) یک ورزشکار تیراندازی اهل اسلواکی است که در تفنگ بادی ۱۰ متر مردان مسابقه می‌دهد. او برای اسلواکی در یونیورسیاد تابستانی ۲۰۱۹ در ناپولی ایتالیا و بازی‌های اروپایی ۲۰۱۹ در مینسک بلاروس شرکت کرد. او در بازی‌های المپیک تابستانی ۲۰۲۰ در توکیو ژاپن شرکت کرد.